# Янович Ігор Анатолійович

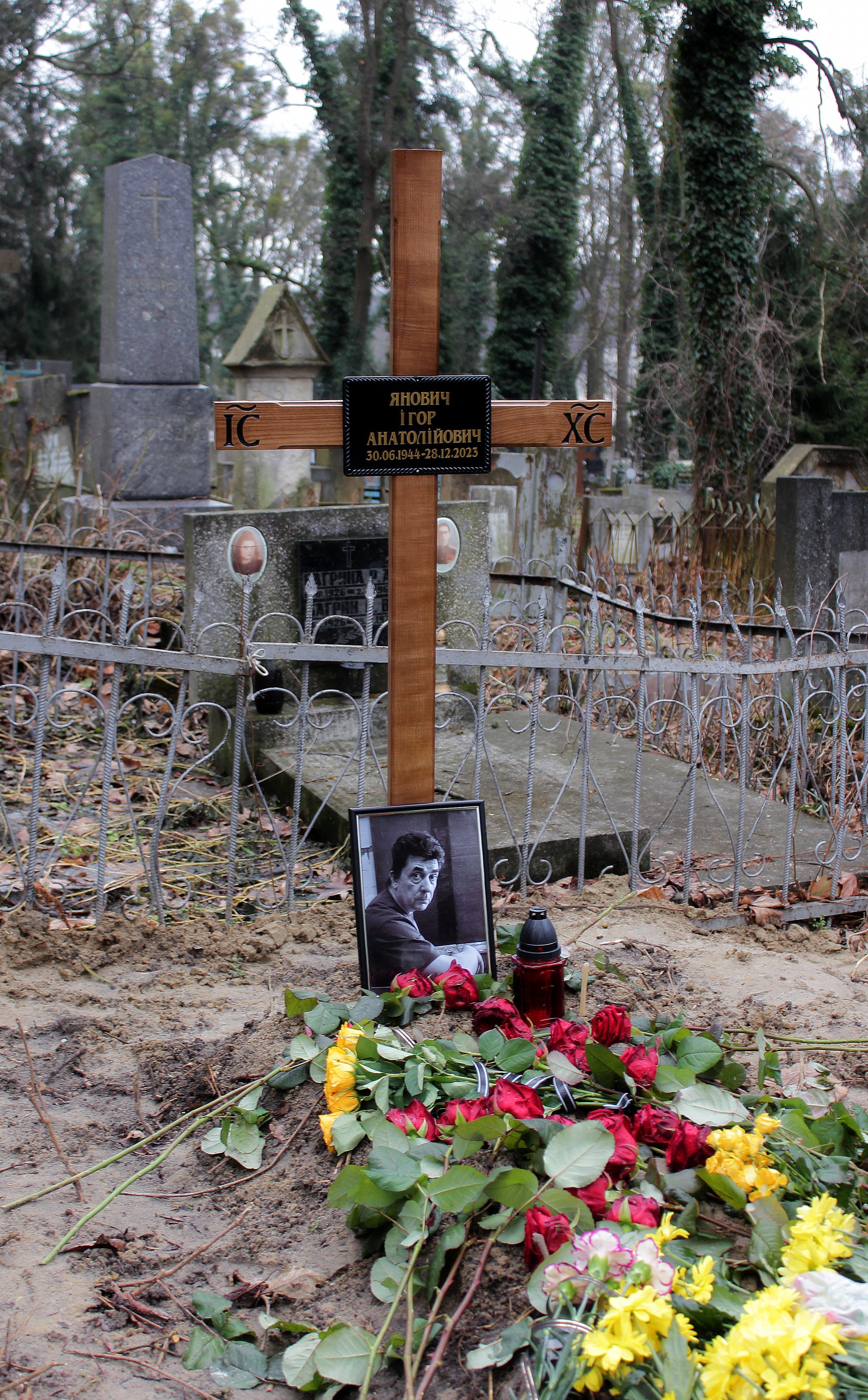

Янович Ігор Анатолійович (30 червня 1944, Київ — 28 грудня 2023, Львів) — український художник, який працював у стилях монументалізму, абстракціонізму,  нефігуративізму.

## Біографія
Народився 30 червня 1944 у Києві. В 1971 році закінчив Львівський інститут прикладного та декоративного мистецтва (кафедра художньої кераміки). Дипломна робота — Декоративне оформлення інтер'єру танцювального бару готелю «Інтурист». Із 1986 року — член Спілки художників СРСР (зараз — НСХУ). З 1988 року працював з об'єднанням «Експрес-Авангард» при Фонді культури СРСР (Москва). Протягом 1988—1991 років брав участь у виставках в СРСР та інших країнах. Учасник понад 70 зарубіжних та міжнародних проектів, автор 25 персональних експозицій і проектів в Україні, Польщі, Австрії та Німеччині. Жив та працював у Львові. Виставки у Львові: «Контекст» (2009), «Інтервал» (2014), «100+1» (2015).
Помер у Львові, похований на 20 полі Личаківського цвинтаря.

## Нагороди
Тричі отримував нагороду Міжнародного трієнале живопису держав Карпатського регіону «Срібний квадрат» у Польщі — у 1998, 2003 і 2006 роках. 2015 — II Премія Міжнародного Трієнале живопису країн Карпатського регіону «Срібний Квадрат 2015»

## Роботи
«В ніч під новий рік» (1988), «Катастрофа» (1992), «Медитація» (1994), «Рух № 3» (1995), «Рельєфи № 1, 10» (1995), «Композиція № 25, 26» (1999), «Монохромні структури № 32» (2000), «Трансформації № 4» (2002), «Натюрморт з червоним» (2006), «Композиція з чорним» (2007), «Матерія» (2007), «Червоний простір» (2007), «Горизонталі» (2009), «Жовта композиція» (2009), «Контекст 3» (2012), «Субпростір» (2011), «Течія № 4, 5, 6» (2013).